# Thomas von Randow
Thomas Viktor Heinrich Nertus Wilhelm Giselher Karl Gero von Randow (* 26. Dezember 1921 in Breslau, Schlesien; † 29. Juli 2009 in Hamburg), Pseudonym Zweistein, war ein deutscher Mathematiker, Wissenschaftsredakteur und Buchautor.

## Leben
Er war der zweite Sohn des Oberfeldarztes a. D. Gero von Randow und dessen Frau Anne-Marie Bötticher, einer Cousine des Dichters Joachim Ringelnatz, der als Hans Bötticher geboren wurde. Mit dem Kriegs-Abitur verließ er am 31. Juli 1941 das Luisenstädtische Realgymnasium in Berlin. Danach zog die Wehrmacht Randow ein und machte ihn zum Fallschirmjäger. Er wurde jedoch nie im Kampf als solcher eingesetzt. Da seine Truppe aber gut schießen konnte, wurden sie als Scharfschützen an die Ostfront kommandiert.
Nach langen, krankheitsbedingten Lazarettaufenthalten wurde Randow 1944 kriegsuntauglich geschrieben und begann das Studium der Mathematik in Berlin, das er unmittelbar nach dem Krieg in Hamburg fortsetzte. Nebenher arbeitete er in allerlei Jobs für den Unterhalt seiner Familie, zuletzt als Assistent an der Universität Hamburg.
1954 erhielt Randow einen Ruf als „Visiting Fellow“ (Gastprofessor) an das Massachusetts Institute of Technology (MIT), wo er sich auch mit „Information Theory“ (Informationstheorie) beschäftigte. 1957 zurückgekehrt, konnte er seine Position als Assistent nicht wiederbekommen und jobbte für mehrere Jahre, darunter auch als Diskussionsleiter im Hamburger Amerika-Haus. Im Jahre 1961 schließlich holte ihn Marion Gräfin Dönhoff zur Wochenzeitung Die Zeit, wo er das Wissenschaftsressort begründete. Dort blieb er bis 1989. In der Zeit veröffentlichte Thomas von Randow auch vier Jahrzehnte lang unter seinem Pseudonym Zweistein wöchentlich seine Logeleien.
Er gehörte zusammen mit Alexander von Cube zu den bekannten Moderatoren der WDR-Fernsehsendung Kopf um Kopf (1977–1991).
1942 heiratete Randow Marianne Schultze-Ritter (* 1919). Sie ist die Tochter des damals bekannten Staatsopernkapellmeisters und späteren Professors an der Musikhochschule Hans Schultze-Ritter. Mit ihr hatte er zwei Töchter. Nach der Scheidung von ihr vermählte sich Randow 1951 mit Ingrid-Kornelie Kleikamp (1924–1994), der Tochter des ehemaligen Vizeadmirals der Kriegsmarine Gustav Kleikamp und der Alix von Kaisenberg. Sie hatten sich 1950 bei einem Lehrgang im Zuge der von den Amerikanern praktizierten „Reeducation“ kennengelernt. Mit ihr hatte er zwei Söhne, Gero und Philipp.

## Auszeichnungen
Für seine Publikationen erhielt Randow 1965 den Theodor-Wolff-Preis. Zu seiner Pensionierung wurde ihm 1989 das Bundesverdienstkreuz I. Klasse verliehen und 1991 der Preis „Technik und Öffentlichkeit“ des Technisch-Wissenschaftlichen Vereins.

## Schriften
- Der Mensch und die Energie. Von den Pyramiden bis zur Kernspaltung. Bearbeitet von Thomas von Randow. Delphin, Zürich 1962.
- Hochschulführer. Hrsg. von Petra Kipphoff, Thomas von Randow, Dieter E. Zimmer. Nannen, Hamburg 1964.
- Das Märchen vom klugen Roboter, in Die Zeit, 1966, Nr. 36.
- Zu dumm für die Zukunft? Menschen von gestern in der Welt von morgen. Schwann, Düsseldorf 1971. Sieben Autoren, darunter Thomas von Randow.
- Bertelsmann AG: 1835–1985. 150 Jahre Bertelsmann. Bertelsmann, München 1985. Festschrift mit Beiträgen verschiedener Autoren, darunter Thomas von Randow.
- Logik. Der Mensch als bester aller Computer. Econ, München 1989.
- Der Teufel in der Wissenschaft – wehe, wenn Gelehrte irren: vom Hexenwahn bis zum Waldsterben. Mit Gerhard Prause, München 1989, ISBN 3-426-03878-1.
- Findlinge – verschlüsselte Botschaften in geheimnisvollen Zeichen. Insel, Frankfurt am Main/Leipzig 1993, ISBN 3-458-33220-0.
- Das grosse internationale Papierflieger-Buch. Deutsche Bearbeitung von Thomas von Randow, Hugendubel, München 1994, ISBN 3-88034-086-2.

- Für die Zeitung Die Zeit erfand Thomas von Randow die Reihe Logelei von Zweistein, die er über 40 Jahre betreute und die auch als gesammelte Buchreihe erschien:
  - 99 Logeleien von Zweistein. Christian Wegner, Hamburg 1968.
  - Neue Logeleien von Zweistein. Hoffmann und Campe, Hamburg 1976.
  - Logeleien für Kenner. Hoffmann und Campe, Hamburg 1975.
  - 88 neue Logeleien. Nymphenburger, München 1983.
  - 87 neue Logeleien. Rasch und Röhring, Hamburg 1985.
  - Weitere Logeleien von Zweistein. Deutscher Taschenbuchverlag (dtv), München 1985, ISBN 3-485-00446-4.
  - Zweisteins Zahlenmagie. Mathematisches und Mystisches über einen abstrakten Gebrauchsgegenstand. Von Eins bis Dreizehn. Illustrationen von Gerhard Gepp. Christian Brandstätter, Wien 1993, ISBN 3-85447-481-4.
  - Zweisteins Zahlen-Logeleien. Insel, Frankfurt am Main und Leipzig 1993, ISBN 3-458-33210-3.